# 꿩꼬리풀속
꿩꼬리풀속(Phacelocarpus)은 진정홍조강 돌가사리목에 속하는 홍조류 속의 하나이다. 꿩꼬리풀과(Phacelocarpaceae)의 유일속이며 10종으로 이루어져 있다. 꿩꼬리풀 (Phacelocarpus japonicus) 등을 포함하고 있다.

## 하위 종
- Phacelocarpus alatus
- Phacelocarpus apodus
- Phacelocarpus complanatus
- 꿩꼬리풀 (Phacelocarpus japonicus)
- Phacelocarpus neurymenioides
- Phacelocarpus oligacanthus
- Phacelocarpus peperocarpos
- Phacelocarpus sessilis
- Phacelocarpus tortuosus
- Phacelocarpus tristichus